# داریو مانجاروتی
داریو مانجاروتی (ایتالیایی: Dario Mangiarotti; ۱۸ دسامبر ۱۹۱۵ – ۹ آوریل ۲۰۱۰) شمشیرباز اهل ایتالیا بود.
وی در مسابقات کشوری و بین‌المللی در مجموع برندهٔ ۶ مدال طلا، ۳ مدال نقره، ۳ مدال برنز شده‌است.